# 小町酒造
小町酒造株式会社（こまちしゅぞう、Nagaragawa Sake brewerly co.,ltd ）は、岐阜県各務原市に本社を置く日本酒の酒造会社である。

## 概要
清酒、リキュールを製造する酒造会社。
酒蔵に24時間ヒーリングミュージックを流して酒を仕込む蔵の元祖として知られる。音楽は宮下富実夫による。
店舗兼主屋・離れ・土蔵・酒造門及び塀・通用門が登録有形文化財となっている。

## 沿革
- 1894年（明治27年） - 創業。小町等の地元の酒として醸造。
- 1978年（昭和53年） - 「長良川」ブランドで岐阜地酒を前面に。
- 1987年（昭和62年） - 酒蔵に「ヒーリングミュージック」を流して醸造。

## 代表銘柄

### 長良川
- 大吟醸　天河
- 純米大吟醸　たまゆら
- 純米吟醸
- 五段純米
- 純米酒
- スパークリングにごり

### 蔵音
- 純米酒

### 小町
- 扇小町
- 若緑小町